# Séamus Brennan
Séamus Brennan, irl. Séamus Ó Braonáin (ur. 16 lutego 1948 w Galway, zm. 9 lipca 2008 w Dublinie) – irlandzki polityk i ekonomista, działacz Fianna Fáil, parlamentarzysta, długoletni minister.

## Życiorys
Kształcił się w St. Joseph's Patrician College w Galway, następnie studiował ekonomię oraz handel na NUI Galway i na University College Dublin. Pracował jako księgowy i konsultant w zakresie zarządzania. Zaangażował się w działalność polityczną w ramach Fianna Fáil, w latach 1973–1980 pełnił funkcję sekretarza generalnego tego ugrupowania.
W 1977 z nominacji premiera został powołany w skład Seanad Éireann. W 1981 po raz pierwszy został wybrany do Dáil Éireann w okręgu Dublin South. Z powodzeniem ubiegał się o reelekcję w wyborach w lutym 1982, listopadzie 1982, 1987, 1989, 1992, 1997, 2002 i 2007.
Pełnił liczne funkcje rządowe w gabinetach, którymi kierowali Charles Haughey, Albert Reynolds i Bertie Ahern. Od marca 1987 do lipca 1989 był ministrem stanu (niewchodzącym w skład rządu) do spraw handlu. Następnie do lutego 1982 sprawował urząd ministra turystyki i transportu (od lutego 1991 również odpowiadając za komunikację). Od lutego 1992 do stycznia 1993 był ministrem edukacji. Po odwołaniu przeszedł na niższej rangi stanowisko ministra stanu w departamencie przedsiębiorczości i zatrudnienia, zajmując je do grudnia 1994. W czerwcu 1997, po powrocie FF do władzy, został ministrem stanu w departamencie premiera, pełniąc funkcję government chief whip. W czerwcu 2002 awansowany na pełnego ministra, stając na czele ministerstwa transportu. We wrześniu 2004 został ministrem spraw społecznych i rodziny, a w czerwcu 2007 ministrem sztuki, sportu i turystyki.
W 2007 odegrał kluczową rolę w rozmowach koalicyjnych, które doprowadziły do dołączenia Partii Zielonych do rządu. W maju 2008 zrezygnował z funkcji ministra z powodów zdrowotnych; zmarł dwa miesiące później.